# Paulette Dubost
Paulette Marie Emma Deplanque (Paris, 8 de outubro de 1910 - Longjumeau, 21 de setembro de 2011) foi uma atriz francesa.
Atuando ao lado de celebridades artísticas como Raimu, Fernandel, Louis Jouvet, Maurice Chevalier, Bourvil, Gérard Depardieu, Brigitte Bardot, Catherine Deneuve, Paulette trabalhou em mais de 100 filmes.
Perto de completar 101 de vida, faleceu em 21 de setembro de 2011.

## Filmografia parcial
- Becassine de Pierre Caron (1939) com Alice Tissot
- A regra do jogo de Jean Renoir (1939) com Jean Renoir
- O Prazer de Max Ophüls(1952)
- lola Montès de Max Ophüls (1953) com Martine Carol
- O Carneiro de Cinco Patas, de Henri Verneuil, (1954), com Fernandel
- Viva Maria de Louis Malle (1965) com Brigitte Bardot
- Tendre Poulet (1975) Com Annie Girardot e Philippe Noiret
- Milou en Mai de Louis Malle com Michel Piccoli, Miou Miou 1990
- Augustin de Anne Fontaine com Darry Cowl 1998
- Les yeux clairs 2005
- Curriculum de Alexandre Moix 2007